# Guozhuang Shuiku
Guozhuang Shuiku är en reservoar i Kina. Den ligger i provinsen Shanxi, i den norra delen av landet, omkring 100 kilometer öster om provinshuvudstaden Taiyuan. Guozhuang Shuiku ligger 926 meter över havet. Arean är 0,50 kvadratkilometer. I omgivningarna runt Guozhuang Shuiku växer i huvudsak buskskog. Den sträcker sig 0,9 kilometer i nord-sydlig riktning, och 1,0 kilometer i öst-västlig riktning.
Genomsnittlig årsnederbörd är 698 millimeter. Den regnigaste månaden är juli, med i genomsnitt 235 mm nederbörd, och den torraste är december, med 4 mm nederbörd.